# Arcibiskupský palác v Uppsale
Arcibiskupský palác (švédsky: Ärkebiskopsgården) v Uppsale je oficiálním sídlem arcibiskupa švédské luterské církve. Byl dokončen v roce 1744 podle plánů Carla Hårlemana. Palác se nachází v centru starého města naproti Univerzitnímu parku poblíž uppsalské katedrály. Po oficiální odluce církve od státu v roce 2000 se stal majetkem švédské církve a je v jejím užívání.